# Église Saint-Jacques de Beauville
Pour les articles homonymes, voir Église Saint-Jacques.
L'église Saint-Jacques est une église catholique située à Beauville, en France.

## Localisation
L'église est située dans le département français de Lot-et-Garonne, sur la commune de Beauville.

## Historique
La première église paroissiale de Beauville était l'église Saint-Paul qui se trouvait à proximité du château de Beauville. Cette église étant démolie à la fin du XVIe siècle, les consuls de la ville ont demandé à l'évêque d'Agen de faire de l'église Saint-Jacques l'église paroissiale de Beauville. L'évêque d'Agen était le suzerain de la terre de Beauville. Le seigneur de Beauville devait lui prêter foi et hommage. À chaque entrée solennelle d'un nouvel évêque dans Agen, il était un des barons qui devait porter l'évêque sur ses épaules jusqu'à la cathédrale. L'évêque Nicolas de Villars a transféré le service de l'église Saint-Paul à l'église Saint-Jacques avec le titre de paroisse le 15 novembre 1595. Il a aussi consacré le maître-autel de la nouvelle église paroissiale à saint Jacques.
L’église a été construite au XIIIe siècle autour de laquelle s'est développé un des deux pôles de Beauville. 
Le clocher a été édifié au XVIe siècle. Il a aussi servi de tour de défense, pour protéger la commune.
L'église, sauf le clocher, est inscrite au titre des monuments historiques en 1925 et le clocher est classé en 1929.

## Travaux
En mars 2019, une campagne de réfection de l'église est lancée concernant la toiture du clocher et son intérieur, la chambre des cloches, les façades et le porche. 
Aucune date de fin des travaux n'a été annoncée, ceux-ci étant financés en partie par une campagne de dons ayant peu de succès dans un premier temps.